# Бокей-хан (Середній жуз)
Бокей-хан (каз. Бөкей хан; 1737–1817) — казахський правитель, хан частини Середнього жуза від 1815 до 1817 року.

## Життєпис
Бокей-хан володів значними територіями від передмість Туркестана на півдні до берегів річки Нури в Центральному Казахстані на півночі.
Йому підпорядковувались окремі казахські роди. 1815 року російський царський уряд, що прагнув домогтись подальшого розколу Середнього жуза, визнав султана Бокея самостійним ханом частини родів жуза.